# Villa Dunkel

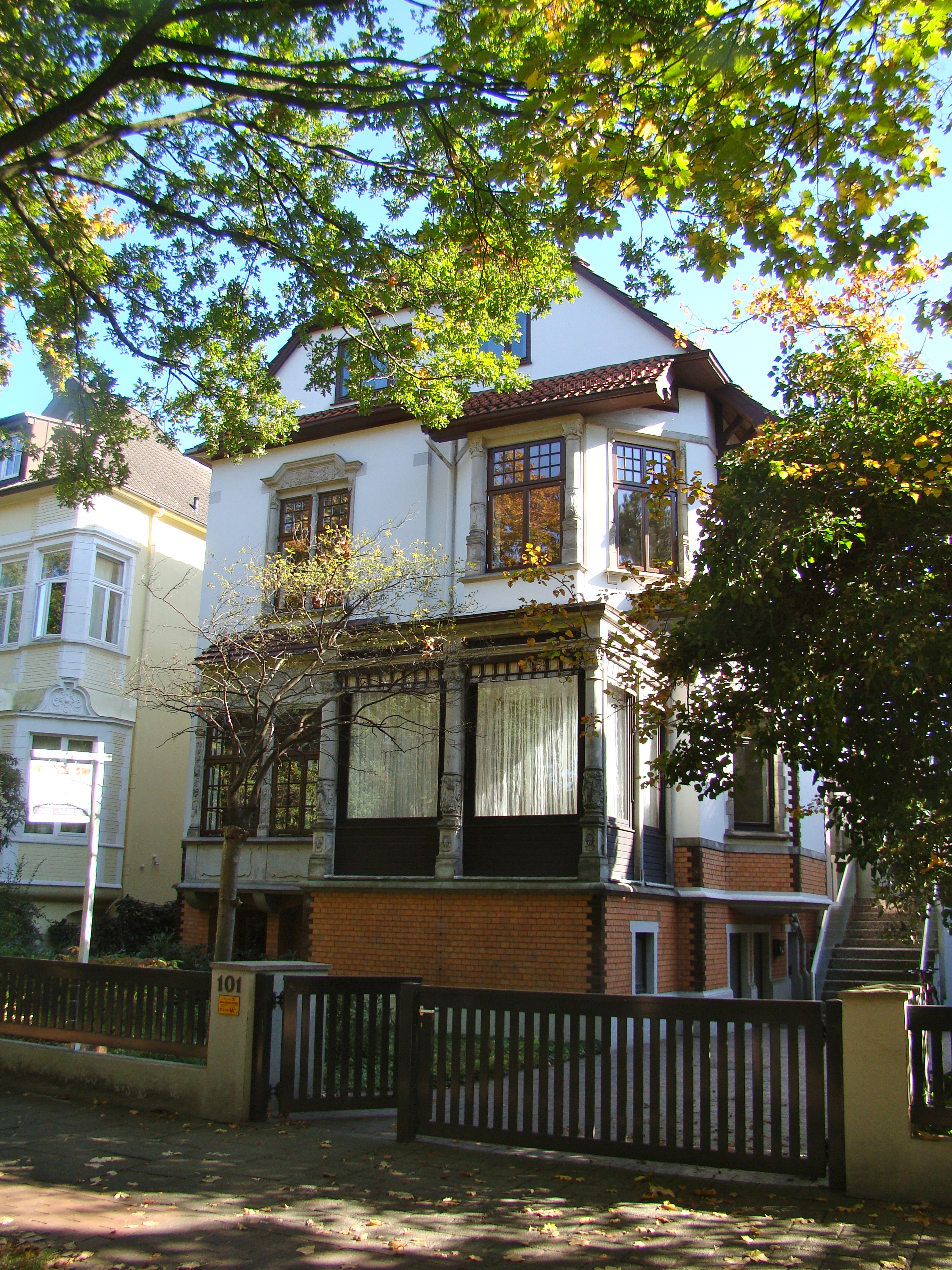
Villa Dunkel

Villa Dunkel um 1900

Die Villa Dunkel befindet sich in Bremen, Stadtteil Schwachhausen, Ortsteil Bürgerpark, Parkallee 101. Das Wohnhaus entstand 1897 nach Plänen von Albert Dunkel. Es steht seit 1973 unter Bremer Denkmalschutz.

## Geschichte
Die Parkallee – eine Villenstraße – wurde 1890 ausgebaut. In der Straße stehen viele denkmalgeschützte Gebäude (Nr. 30, 32, 39, 48, 107, 117, 133).
Die zweigeschossige, verputzte Villa mit dem straßenseitigen Giebel, Sockelgeschoss, dem heutigen  Krüppelwalmdach, Veranda und Erkern sowie einem rückseitigen quergestellten Fachwerkbau mit Satteldach, wurde 1897 in der Epoche der Jahrhundertwende im Stil der Neorenaissance und im Landhausstil für den planenden Architekten Albert Dunkel gebaut.
Eine Vielzahl dekorativer Elemente zieren das Haus. Durch Umbauten wurden auch einige Bauteile und Bauelemente reduziert.
Von dem Architekten Dunkel stammen in Schwachhausen u. a. Wohnhäuser an der Schwachhauser Heerstraße (Nr. 55, 57). 
Heute (2018) wird das Haus durch Büros und Wohnungen genutzt. 